# Зденко Руњић
Зденко Руњић (26. октобар 1942, Славонски Брод — 27. октобар 2004, Крапинске Топлице) био је хрватски композитор.

## Биографија
Одрастао је у Сплиту, где је завршио основну и средњу техничку школу. Дипломирао је електронику на Електротехничком факултету у Сплиту 1967. године.
Од 1960—1976. године и од 1979—1992. године био је музички уредник Радио Сплита. Од 1970—1974. године радио је као директор продуцентске куће MEI-INTERFEST, која је издавала плоче са Сплитског фестивала, а касније, од 1988—1992. године био је уметнички директор Фестивала забавне музике у Сплиту. Од 1993. године основао је сопствени музички фестивал „Мелодије хрватског Јадрана“, која је од 2003. године поново у склопу Сплитског фестивала.
Композиције Зденка Руњића изводили су многи познати музичари, од којих су најзначајнији: Оливер Драгојевић, Тереза Кесовија, Мишо Ковач, Јосипа Лисац, Ибрица Јусић, Горан Каран, Мери Цетинић, Нови фосили, Магазин, Дорис Драговић, Јасна Злокић и други. Најзначајнију сарадњу остварио је са Оливером Драгојевићем, за ког је написао готово 200 песама.
Добитник је многобројних признања. Само у току сарадње са Оливером Драгојевићем на Сплитском фестивалу је освојио 23 прве награде, од којих 12 награда публике и 11 награда стручног оцењивачког жирија. Награђен је Порином за животно дело 1998. године.
Преминуо је 27. октобра 2004. године од можданог удара, док се опорављао од последица срчаног удара у Крапинским Топлицама.

## Стваралаштво
- Ђорђе Марјановић: Ћакуле о сиромајима, Потражи ме у предграђу
- Тереза Кесовија: Rusticana (Никад' нећу ти рећ'), Сунчане фонтане, Њежне струне мадолине, Ја сам пјесма
- Драган Стојнић: Један човек и једна жена
- Јосипа Лисац: Капетане мој, Олуја
- Оливер Драгојевић: Што учинила си ти, Мени требаш ти, Анђела, Галеб и ја, Нашој љубави је крај, Скалинада, Малинконија, Недостајеш ми ти, Мајко, да ли знаш, Поета, Опрости ми папе, Молитва за Магдалену, Nocturno, Вјеруј у љубав, Имала је лијепу рупицу на бради, Пива клапа испо' волта, Надалина, Ако икад' остарим, Џени, Свирајте ноћас за моју душу, Срећа је тамо гдје си ти, Жуто лишће љубави
- Здравко Чолић: Блинг, блинге, блинге, блинг, Јулија
- Мишо Ковач: Бијела лађа, Ја не могу друго, него да је љубим, Тиха ноћ
- Нена Ивошевић: Очи црне, очи лажне, Стегни моју руку јаче
- Вице Вуков: Писмо ћали
- Лео Мартин: Рулет живота
- Нови фосили: Диридонда, Ластавице мала, Не оплакуј нас, љубави
- Стеван Зарић: Врбе
- Радојка Шверко: Ништа нова, ништа нова
- Ибрица Јусић: Безименој
- Мери Цетинић: Четри стађуна, Ластавица, Буди добра према њему, У пролазу, Ако је живот пјесма
- Магазин: Два зрна грожђа, Мануела
- Горан Каран: Липа си, липа, Казна ми је што те љубим, Од јубави сам душа рањена, Ја сам само вагабундо, Када заспу анђели, Прозор крај ђардина, Гори ноћ